# FlatOut 2
FlatOut 2 ist ein Rennspiel des finnischen Entwicklerstudios Bugbear Entertainment. Das Computerspiel wurde im Sommer 2006 vom britischen Publisher Empire Interactive für das Betriebssystem Windows und die Spielekonsolen PlayStation 2 und Xbox veröffentlicht. Es ist der Nachfolger des 2004 für Windows, Xbox und PlayStation 2 erschienenen FlatOut. Im Herbst 2008 veröffentlichte Virtual Programming eine Portierung für das Betriebssystem Mac OS X.
Das Spielprinzip von FlatOut 2 ähnelt dem des Vorgängers: Neben dem für Rennspiele üblichen schnellstmöglichen Befahren vorgegebener Strecken ist auch oft der Grad der angerichteten Zerstörung der Umgebung oder der gegnerischen Fahrzeuge für den Sieg maßgeblich. Das Spiel nutzt zur optisch ansprechenden Darstellung der Zerstörung eine leistungsfähige Physik-Engine und überdurchschnittlich detaillierte Schadensmodelle.
Das Spiel wurde insgesamt positiv aufgenommen. Die Online-Datenbank Metacritic, die Testberichte sammelt und auswertet, berechnete für die einzelnen Plattform-Umsetzungen Durchschnittswertungen zwischen 73 und 78 von 100 Punkten. Kritiker lobten vor allem die zahlreichen Zerstörungsmöglichkeiten sowie das außergewöhnlich detaillierte Schadensmodell. Bemängelt wurde vereinzelt mangelnde Abwechslung im Spielprinzip. Laut Angaben des Publishers Empire Interactive wurden von dem Spiel mehr als eine Million Exemplare verkauft.
Im Juli 2007 erschien mit FlatOut: Ultimate Carnage eine Neuauflage des Titels, bei der einige technische Verbesserungen vorgenommen und einzelne Elemente, wie zum Beispiel zusätzliche Fahrzeuge, ergänzt wurden.

## Spielprinzip

### Allgemein
In FlatOut 2 übernimmt der Spieler die Kontrolle über ein Fahrzeug und tritt gegen sieben Gegner in verschiedenen Rennmodi an. Im Unterschied zu FlatOut werden die Rennen nun nicht mehr überwiegend auf unbefestigten Land- und Schotterwegen, sondern auch auf befestigten Stadtstraßen ausgetragen.
Wie der Vorgänger ist FlatOut 2 ein Arcade-Rennspiel. Dies bedeutet, dass Elemente wie Streckengestaltung und Fahrphysik der Fahrzeuge ihren Schwerpunkt eher auf Action als auf Realismus haben. So spielt z. B. die Verwendung von Nitro, das der Spieler während eines Rennens für das Anrichten von Schäden an Gegnern und Umgebung erhält, eine zentrale Rolle. Weiterhin sind auf den Strecken zahlreiche Rampen, Ölspuren und Schlaglöcher als Hindernisse verteilt.
Das Spiel beinhaltet einen Einzelspieler-Modus und einen Mehrspieler-Modus. Kernelement des Einzelspieler-Modus ist die Karriere. Diese besteht aus einer Vielzahl von Meisterschaften, die wiederum aus mehreren Einzelrennen bestehen. Eine Hintergrundgeschichte gibt es dabei nicht. Im Mehrspieler-Modus der Windows-Version kann der Spieler sich in allen Spielmodi mit anderen Spieler via Internet oder LAN messen. Es ist ebenfalls ein Spiel zu zweit an einem Bildschirm möglich, dies wird im Spiel als Party-Modus bezeichnet. Allerdings können nicht alle Renntypen auf diese Weise gespielt werden. Der Party-Modus ist auch in der Xbox- und der Playstation-2-Version enthalten.
Eine Besonderheit der Rennen in FlatOut 2 ist, dass bei allen Rennmodi der Fahrer aus dem Fahrzeug geschleudert werden kann. Dies geschieht meist durch einen starken Aufprall und kostet den Spieler im Rennen einige Sekunden. Bei Stunt-Events schleudert der Spieler seine Spielfigur sogar absichtlich aus dem Auto, da die Stunt-Ziele nur mit der fliegenden Figur erreicht werden können.
Schon seit dem ersten Teil der Reihe ist ein realistisches Schadensmodell der Autos eingebaut. Dieses Merkmal bauten die Entwickler im zweiten Teil weiter aus und machten FlatOut 2 durch die Möglichkeit, dass sich Schäden auf das Fahrverhalten auswirken und Fahrzeuge sogar komplett zerstörbar sind, wesentlich actionlastiger. Normale Rennen können auch somit gewonnen werden, indem alle gegnerischen Fahrzeuge vor Ende des Rennens zerstört werden.
Das Head-up-Display, das während der Rennen sichtbar ist, zeigt die Position des Spielers im Feld an, enthält eine Rundenanzeige, die Streckenkarte, einen Tachometer sowie eine Schadensanzeige und ein Porträt des Gegners, der dem Spieler momentan am nächsten ist.

### Rennmodi
In FlatOut 2 gibt es insgesamt drei unterschiedliche Arten von Wettkämpfen, die sich stark voneinander unterscheiden.
Bei den Renn-Events geht es um das Abfahren eines Rundkurses und um das Erreichen einer möglichst guten Endplatzierung. Große Vielfalt besteht bei der Art der befahrenen Strecken. So gibt es beispielsweise ovale Strecken in Arenen, Straßenkurse, ländliche Strecken sowie Strecken durch trockenliegende Wasserkanäle.
Am Ende eines jeden Rundkursrennens werden zusätzlich Auszeichnungen an die Fahrer vergeben, die die größten Schäden an Fahrzeugen und Umgebung verursacht haben.
Derbys sind Events, die auf Parkplätzen, in Arenen, oder auf kleinen Rundkursen abgehalten werden. Bei diesen Events geht es ausschließlich um das Beschädigen und Zerstören gegnerischer Fahrzeuge. Das Derby wird von dem Fahrer gewonnen, der am Ende die meisten Punkte erzielt hat. Punkte werden gutgeschrieben für das Beschädigen von Fahrzeugen und Bonuspunkte gibt es für das Verursachen eines Überschlags oder für das Zerstören eines Fahrzeugs. Weiterhin gibt es einen sogenannten Kontakt-Timer; eine Stoppuhr, die ständig im Hintergrund läuft und bei jeder Kollision des Spielers mit einem anderen Fahrzeug zurückgesetzt wird. Wenn ein Spieler länger als 45 Sekunden keinen Kontakt mit einem gegnerischen Fahrzeug hatte, scheidet er aus. (Der Timer gilt auch für computergesteuerte Fahrer). Ein Derby ist beendet, wenn nur noch ein Fahrzeug funktionsfähig ist.
Stunt-Events sind eine Besonderheit der FlatOut-Reihe. Hierbei geht es darum, seine Spielfigur aus dem Wagen zu schleudern und mit dieser ein bestimmtes Ziel zu erreichen, sie z. B. besonders hoch oder weit zu stoßen, oder bestimmte Objekte mit ihr zu treffen. Wesentliche Faktoren für das Erreichen eines möglichst guten Endergebnisses sind die Anlaufgeschwindigkeit die mit dem Auto erreicht wird und der Winkel, unter welchem die Figur abgefeuert wird. Von den insgesamt zwölf verschiedenen Stunt-Events sind einige an bekannte Spiele wie Darts, Fußball, Basketball oder Bowling angelehnt.

### Karriere-Modus
Im Gegensatz zum ersten Teil gibt es in FlatOut 2 einen zusammenhängenden Karrieremodus. Dieser verzichtet allerdings auf eine Hintergrundgeschichte. Vielmehr besteht er aus zahlreichen Meisterschaften, die jeweils aus zwei bis sechs Einzel-Events bestehen. Ziel des Karrieremodus ist der Gewinn des Flat-Out-Meisterschaftspokals. Dieser kann gewonnen werden, indem der Spieler alle Meisterschaften erfolgreich abschließt und das Große Finale, eine weitere sechsteilige Meisterschaft, gewinnt. Die Meisterschaften bestehen stets aus Rundkursrennen. Die einzige Ausnahme stellt das Finale dar, welches freigeschaltet wird, sobald der Spieler die drei Meisterschaftspokale gewonnen hat. Das Finale besteht aus Derbys und Rundkursrennen auf Spezialstrecken. Durch den Sieg in einer Meisterschaft wird ein Spezial-Event freigeschaltet. Spezial-Events sind Stunts, Derbys oder Rundkurse auf Spezialstrecken. Außerdem erhält der Spieler Geld, sogenannte Credits. Mit diesen kann er sich neue Fahrzeuge kaufen oder eigene Fahrzeuge aufrüsten.

### Fahrzeuge

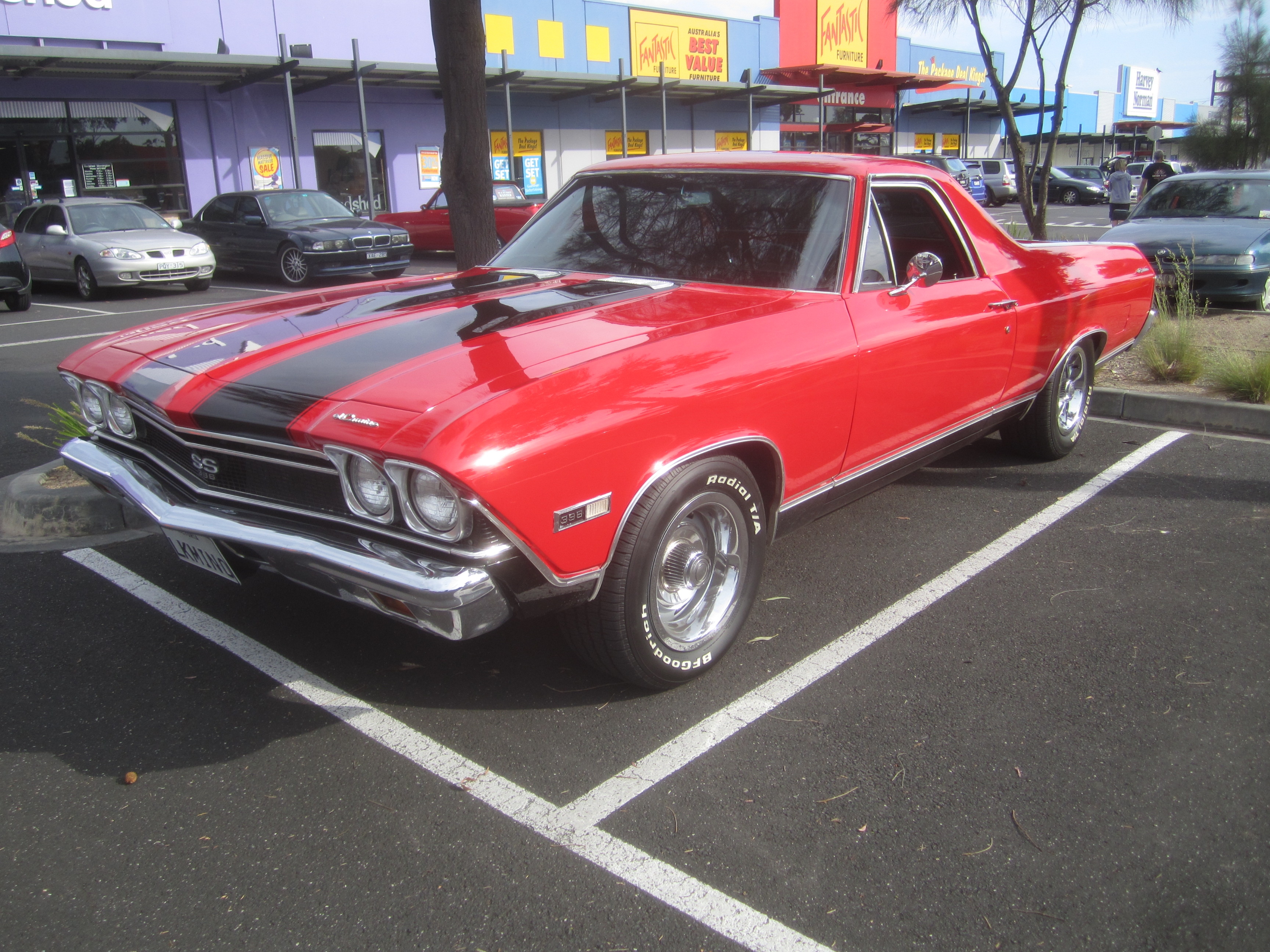
Der Chevrolet El Camino, die Basis für eines der Fahrzeuge in FlatOut 2

FlatOut 2 simuliert 38 verschiedene Fahrzeuge. Die Fahrzeuge besitzen keine Lizenzen, sind also fiktive Modelle der Entwickler, die jedoch überwiegend auf realen Modellen basieren. Die Fahrzeuge sind in vier Klassen eingeteilt:
Derby-Wagen sind Fahrzeuge, die ursprünglich von Schrottplätzen stammen und mit der für Stockcar-Rennen notwendigen Ausstattung wie Überrollkäfig und verstärkter Karosserie ausgerüstet wurden. Sie sind vergleichsweise langsam und träge, verkraften jedoch viele Schäden und eignen sich gut für unebene Straßen. Beispiele sind Fahrzeuge, die dem Ford Bronco oder dem Ford Granada nachempfunden sind.
Fahrzeuge der Renn-Klasse sind Straßenfahrzeuge, überwiegend Muscle-Cars oder leichte Sportcoupés. Sie können als Mischung aus Fahrzeugen der Derby- und Straßen-Klasse gesehen werden. Sie sind schneller als Derby-Wagen und verkraften mehr Schäden als Fahrzeuge der Straßen-Klasse. Modelle dieser Klasse sind für alle Streckenarten gut geeignet. Beispiele sind Fahrzeuge, die an den Chevrolet El Camino oder an das Lancia Coupe angelehnt sind.
Wagen der Straßen-Klasse sind getunte Sportwagen, teilweise auch Rennwagen. Sie sind die schnellsten aber auch die empfindlichsten Fahrzeuge im Spiel. Sie fahren am effektivsten auf ebenem, befestigtem Untergrund. Zu ihnen zählen etwa Derivate der Dodge Viper oder des De Tomaso Pantera.
Die vierte Klasse umfasst Spezialfahrzeuge. Dies sind zum einen Wagen mit Turbinen-Antrieb, die vor allem bei Stunt-Events genutzt werden, aber auch Fahrzeuge, die in keine andere Kategorie eingeordnet sind, etwa ein Schulbus, Hot Rods oder ein Modell, das dem Batmobil ähnelt.
Nach der durch den Spieler ausgewählten Klasse richten sich die Fahrzeuge der Gegner. Wählt der Spieler beispielsweise ein Fahrzeug der Derby-Klasse, so fährt er gegen Fahrzeuge dieser Klasse.
Das Tuning spielt in FlatOut 2 eher eine untergeordnete Rolle. Im Einzelspielermodus sind sowohl Verbesserungen an Motor, Bremsen und Getriebe zur Steigerung der Leistung des Fahrzeugs möglich, sowie der Einbau eines Überrollbügels oder eines verstärkten Chassis für eine höhere Stabilität und Robustheit gegenüber Kollisionen. Möglichkeiten die Optik der Fahrzeuge zu modifizieren gibt es dagegen kaum, die einzige Option stellt das Ändern der Wagenfarbe dar.

## Soundtrack
Der Soundtrack von FlatOut 2 umfasst 26 Musikstücke. Wie beim Vorgänger sind diese im Rock-, im Metal- und im Indie-Bereich angesiedelt. Anders als im Vorgänger wurden für diesen Titel auch Stücke einiger international bekannter Bands verwendet, darunter Nickelback, Megadeth, Papa Roach und Mötley Crüe. Die Stücke werden während der Rennen und in den Menüs in zufälliger Reihenfolge abgespielt. Das Titellied heißt Demon Speeding und stammt von Rob Zombie.
| Übersicht über die im Spiel enthaltenen Musikstücke |                    |                                               |       |
| #                                                   | Künstler           | Titel                                         | Länge |
| 1                                                   | Alkaline Trio      | Fall Victim                                   | 3:17  |
| 2                                                   | Alkaline Trio      | Mercy Me                                      | 2:50  |
| 3                                                   | Audioslave         | Man or Animal                                 | 3:48  |
| 4                                                   | Audioslave         | Your Time Has Come                            | 4:19  |
| 5                                                   | Fall Out Boy       | 7 Minutes in Heaven                           | 3:03  |
| 6                                                   | Fall Out Boy       | Snitches and Talkers Get Stitches and Walkers | 2:51  |
| 7                                                   | Megadeth           | Symphony of Destruction                       | 4:07  |
| 8                                                   | Mötley Crüe        | Dr. Feelgood                                  | 4:47  |
| 9                                                   | Nickelback         | Believe it or Not                             | 4:07  |
| 10                                                  | Nickelback         | Flat on the Floor                             | 2:13  |
| 11                                                  | Nine Black Alps    | Cosmopolitan                                  | 2:38  |
| 12                                                  | Papa Roach         | Blood Brothers                                | 3:34  |
| 13                                                  | Papa Roach         | Not Listening                                 | 3:11  |
| 14                                                  | Rise Against       | Give it All                                   | 2:56  |
| 15                                                  | Rob Zombie         | Feel So Numb                                  | 3:52  |
| 16                                                  | Rob Zombie         | Demon Speeding                                | 3:14  |
| 17                                                  | Supergrass         | Richard III                                   | 3:13  |
| 18                                                  | Supergrass         | Road to Rouen                                 | 2:44  |
| 19                                                  | The Chelsea Smiles | Nowhere Ride                                  | 3:26  |
| 20                                                  | The Vines          | Don’t Listen to the Radio                     | 2:18  |
| 21                                                  | Underoath          | Reinventing Your Exit                         | 4:24  |
| 22                                                  | Wolfmother         | Pyramid                                       | 4:29  |
| 23                                                  | Wolfmother         | Dimension                                     | 4:23  |
| 24                                                  | Yellowcard         | Breathing                                     | 3:42  |
| 25                                                  | Yellowcard         | Rough Landing Holly                           | 3:48  |
| 26                                                  | Zebrahead          | Lobotomy for Dummies                          | 2:48  |

## Entwicklungsgeschichte

### Entwicklung
Nach dem Erfolg von FlatOut, von dem etwas mehr als 800.000 Einheiten verkauft wurden, plante das verantwortliche Studio, Bugbear Entertainment, relativ schnell einen Nachfolger. Die Publisher Empire Interactive und Vivendi kündigten bereits im Juli 2005, neun Monate nach der Veröffentlichung von FlatOut, die Entwicklung eines Nachfolgers an. Die Entwickler, häufig der Grafiker Tomi Linja-aho, berichteten regelmäßig in einem Blog über die Fortschritte in der Entwicklung und gaben einen Einblick in die Arbeit bei der Entwicklung eines Rennspiels.

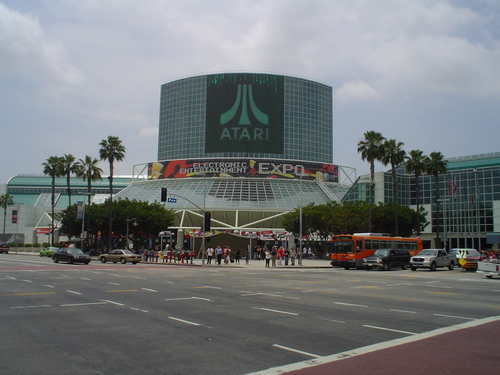
Auf der E3 in Los Angeles wurde der Titel das erste Mal der Öffentlichkeit vorgestellt

Das Spiel werde, so Verantwortliche aus dem Entwicklerstudio, auf dem Spielprinzip des Vorgängers aufbauen. „Das Grundkonzept aus Zerstörung und Rennen ist wie schon bei FlatOut auch in FlatOut 2 unsere zentrale Vision“, kommentierte Entwickler Jussi Laakkonen das Konzept für das neue Spiel. In erster Linie sollten die Kritikpunkte am Vorgänger ausgemerzt werden. So wurde als eine wichtige Neuerung wurde von den Entwicklern der Einbau eines Mehrspieler-Modus via Internet angekündigt. Nach der Veröffentlichung mehrerer Trailer, die einen Einblick in verschiedene neue Elemente des Spiels gaben, wurde das Spiel schließlich erstmals auf der amerikanischen Spielemesse E3 2006 in Los Angeles präsentiert.
Neben der Einführung eines Online-Mehrspieler-Modus legten die Entwickler von FlatOut 2 Wert auf die Verbesserung der Grafik. Dazu zählten neben dem Anpassen an den aktuellen Stand der Technik das Gestalten eines detaillierten Beleuchtungssystems, da erstmals in der FlatOut-Reihe auch Rennen bei Dunkelheit eingebaut wurden. Ein weiterer zentraler Punkt bei der Entwicklung war die Verbesserung der künstlichen Intelligenz (KI). Die vom Computer gesteuerten Gegenspieler haben in FlatOut 2 im Unterschied zum Vorgänger ein individuelles Aussehen und Charaktereigenschaften, die sich deutlich auf das Fahrverhalten auswirken. So hat jeder der sieben KI-Fahrer ein eigenes Fahrprofil, das ihre Fahrweise beeinflusst.
Für die Entwicklung einer möglichst realistischen Tongestaltung besuchte ein Team der Firma SoundWave Concepts, die bereits Geräuscheffekte für Rennspiele wie rFactor oder GT Legends beisteuerte, das Gelände eines Autoverwerters, auf dem es zahlreiche Objekte auf vielfältige Weise demolierte. Die dabei entstandenen Geräusche wurden aufgezeichnet und anschließend dem für die Audioprogrammierung zuständigen Entwickler bei Bugbear, Pauli Meriläinen, übergeben.

### Veröffentlichung
Schließlich wurde das Spiel Ende Juni 2006 in Europa veröffentlicht. In Nordamerika kam das Spiel am 1. August des gleichen Jahres auf den Markt. Am 24. August 2006 erschien es in Australien.
Die für den deutschen Markt bestimmte Version nahm eine Sonderstellung ein, da es Konflikte mit dem deutschen Jugendschutz gab. Konkret standen die Menschen nachempfundenen Spielfiguren im Fokus der Kritik, da diese im Spielverlauf häufig mit entsprechenden Geräuschen aus dem Fahrzeug geschleudert werden. Aus diesem Grund wurde das Spiel als zu brutal eingestuft und erhielt keine Jugendfreigabe. Um aber eine solche zu erhalten, wurden in der für den deutschen Markt bestimmten Version die menschlichen Fahrer durch Crashtest-Dummys ersetzt.
Ein paar Monate nach der Veröffentlichung in Europa und Nordamerika erschien FlatOut 2 in Japan. Kurz vor der Veröffentlichung wurde das Spiel dort auf der Tokyo Game Show vorgestellt.

## Rezeption

### Rezensionen
Chris Roper lobte im Online-Magazin IGN die sehr unterhaltsamen weil chaotischen Rennen. Als gute Abwechslung werden die zahlreichen Minispiele gesehen. Die detaillierte Physik-Engine, besonders das Verhalten der Objekte bei Kollisionen, und die guten Geräusche bekamen viel Lob. Den einzigen Kritikpunkt stellte die Präsentation der KI-Fahrer dar, diese sei etwas zu oberflächlich. Das Magazin zeichnete das Spiel als bestes Playstation-2-Rennspiel des Jahres 2006 aus.
Alex Navarro vom Magazin GameSpot bewertete das Spiel insgesamt positiv. Der große Umfang, die detaillierten, zahllosen Zerstörungsmöglichkeiten und die abwechslungsreichen Stunt-Events waren die Kernbereiche des Lobs. Auch das Einführen eines Online-Modus wurde positiv aufgenommen. Kritisiert wurde das Fahrverhalten der Fahrzeuge, dieses sei sich zu ähnlich. So bestünde selbst klassenübergreifend ein sehr ähnliches Fahrverhalten. Ein anderer Aspekt der Kritik war die Fahrzeugauswahl, die zu sehr in den Bereich der Sportwagen geht. Diese passen nicht zu dem Stockcar-Charakter des Spiels.
Der Autor Michael Krosta vom deutschen Spielemagazin 4Players lobte wie die anderen Magazine den Umfang und die vielfältigen Möglichkeiten zu gewinnen. Auch die effiziente Programmierung wurde hervorgehoben, die es ermöglichte auch auf älteren Systemen mit hohem Detailgrad zu spielen. Weiterer Pluspunkt war der Sound, der mit einem passenden Soundtrack sowie realistischen Geräuschen punkten konnte. Kritisiert wurden der Karrieremodus, der zu kurz und die Steuerung, die unpräzise sei. Plattformspezifisch wurde noch das Kantenflimmern bei der Xbox-Version bemängelt.
Heiko Klinge von der deutschen Zeitschrift GameStar hob die künstliche Intelligenz des Spiels hervor, die zu den besten zähle, die es gibt. Auch die Physik sowie die Technik des Spiels machten einen guten Eindruck. Auch das Streckendesign wurde gelobt, diese sei mit den zahlreichen Abkürzungen und den vielen zerstörbaren Objekten sehr abwechslungsreich und kreativ gestaltet. Bemängelt wurden ein für Einsteiger zu hoher Schwierigkeitsgrad der Kampagne sowie das Fehlen von optischem Tuning.
Auch die Redaktion der ebenfalls deutschen Zeitschrift PC Games war besonders von den Partikeleffekten und den vielfältigen Zerstörungsmöglichkeiten beeindruckt. Zusammen mit der guten Physik-Engine ermöglichten diese eine außergewöhnlich gute grafische Präsentation. Ebenfalls wurden die zahlreichen Minispiele gelobt, die zusammen mit den abwechslungsreichen Rundkursrennen für gute Unterhaltung sorgten. Allerdings wurde kritisiert, dass sich trotzdem nach einer gewissen Zeit Monotonie einstellte.
Der Redakteur Bernd Fischer von GamePro schrieb ebenfalls überwiegend positiv über das Spiel. Die gute Grafik, die eindrucksvollen Effekte und die vielen Spielmodi sorgen für viel Abwechslung und Spielfreude. Den einzigen Kritikpunkt stellte die Steuerung dar, die als zu schwammig empfunden wurde.
Arnd Rüger vom Onlinemagazin Gameswelt lobte das einfache und daher leicht zugängliche Spielkonzept. Als ein weiterer Pluspunkt nannte er die Fülle an verschiedenen Renntypen. Auch die grafische Präsentation, sowohl die Optik der Umgebung als auch der Detailgrad der Fahrzeuge, sei gut gelungen. Kritik übte er lediglich an der Zensur für den deutschen Markt. Bei Veröffentlichung des Testberichts lag zwar noch keine offizielle USK-Einstufung vor, Rüger bewertet eine mögliche Zensur aber als unnötig.

### Verkaufszahlen
Laut Angaben des Publishers Empire Interactive wurden bis Januar 2007, also innerhalb eines halben Jahres nach Markteinführung, bereits über eine halbe Million Kopien des Spiels verkauft. Damit wurden von den Spielen der FlatOut-Reihe insgesamt 1,5 Millionen Einheiten verkauft. Bereits ein halbes Jahr nach dieser Pressemitteilung erschien mit FlatOut: Ultimate Carnage ein neuer Titel der Spielereihe. Zu diesem Zeitpunkt wurden von FlatOut 2 etwa 1,2 Millionen Einheiten verkauft. Den Vorgänger FlatOut übertraf der Titel damit mit ungefähr 400.000 Einheiten.

## Nachfolger

### FlatOut Ultimate Carnage

Logo von FlatOut Ultimate Carnage

FlatOut: Ultimate Carnage erschien 2007 für die Xbox 360. Der Titel wurde im Wesentlichen als eine Portierung von FlatOut 2 entwickelt. Daher beschränken sich die Neuerungen im Wesentlichen auf grafische Verbesserungen und kleinere spielerische Änderungen. 2008 erschien Ultimate Carnage auch für Windows.
Die Rezeption des Titels fiel ähnlich wie bei der Vorlage. GameRankings berechnete Metawertungen von 79,95 % für die Konsolenausführung. Die Windows-Ausführung erzielte 78,8 %. Kritiker lobten, dass das Spielprinzip abwechslungsreich und der Umfang des Spielinhalts groß sei. Allerdings fordere das Spiel viele Systemressourcen, um auf höheren Grafikeinstellungen flüssig zu laufen. Außerdem sei die Auswahl an Musikstücken sehr begrenzt.
Ebenfalls 2008 erschien eine Umsetzung für die PlayStation Portable unter dem Titel FlatOut: Head On. Dieser Titel ist vom Spielinhalt her identisch zu Ultimate Carnage. Die Kritiken der Fachpresse fielen ähnlich aus. Tester lobten, dass das erfolgreiche Konzept nun auch für die PSP verfügbar sei. Allerdings leide Head On an einigen Stellen unter zu niedrig aufgelösten Texturen.

### Flatout 3: Chaos & Destruction

Logo von FlatOut 3

2011 erschien mit FlatOut 3: Chaos & Destruction ein erster eigenständiger Nachfolger für Windows. Anders als die Vorgänger wurde das Spiel vom niederländischen Entwickler Team6 Studios entwickelt. FlatOut 3 knüpfte allerdings nicht an die Erfolge der Vorgänger an. Vielmehr wurde es von der Fachpresse einstimmig als ein außergewöhnlich schwacher Titel eingestuft. Metacritic berechnete eine Metawertung von 23 Punkten. Tester kritisierten jeden Aspekt des Spiels, beispielsweise überzogene Grafikeffekte, die jede Sicht auf die Strecke nehmen, chaotische KI-Fahrer und schwere Fehler in der Physik-Engine.